# Karpinskiosaurus
Karpinskiosaurus es un género extinto de tetrápodos reptiliomorfos. Fue descubierto en Rusia y se han descrito dos especies Karpinskiosaurus secundus y Karpinskiosaurus ultimus.